# Donald i spółka
Donald i spółka – czasopismo komiksowe wydawane w latach 1991–1994. Wydawcą był Egmont American Ltd., który później przekształcił się w Egmont Poland. Każdy numer zawierał komiksy z Kaczorem Donaldem, Myszką Miki i pokrewnymi postaciami Disneya. Ukazały się 43 numery tego pisma, każdy zawierał 94 strony komiksów, w ostatnich numerach drukowano także zagadki.
Wydawca planował wydać drugą serię pisma, jednak nie została ona zrealizowana.